# 钔
鍆，是一種人工合成的化學元素，其化學符號为Md（曾作Mv），原子序數为101。鍆屬於錒系元素及超鈾元素，在錒系元素排倒數第三位、在超鈾元素中排第九，是一種具強烈放射性的金屬元素。已知的鍆同位素共有16種，最穩定的是258Md，半衰期達51天；不過壽命較短的256Md（半衰期1.17小時）反而較常使用於化學用途，因為它可以較大量地生產。鍆是第一個不能以中子轟擊大量的較輕元素來製造的元素，只能以粒子加速器加速帶電粒子轟擊較輕元素來極少量地製成。
鍆是在1955年時，以α粒子撞擊鑀元素時發現的，至今仍是依同樣方法製造鍆。它的名稱Mendelevium得自元素周期表之父德米特里·伊萬諾維奇·門得列夫，國際純粹與應用化學聯合會（IUPAC）承認了這個名稱，符號Mv，到1963年改用Md。使用幾微克質量的鑀-253，每個小時就可以產出超過一百萬的鍆原子。由於鍆無法大量生產且其所有同位素的半衰期都很短，目前在科學研究之外沒有任何用途。
鍆的化學反應符合典型的重錒系元素，以+3氧化態較為常見，但亦可形成相當穩定的+2氧化態，且化學性質與其同类物銩相似。

## 歷史
鍆的合成首次由阿伯特·吉奧索、格倫·西奧多·西博格、Gregory R. Choppin、Bernard G. Harvey及Stanley G. Thompson（組長）在1955年初於加州大學伯克利分校成功進行。該團隊通過以α粒子撞擊253Es合成出了256Md（半衰期為87分鐘），反應在伯克利放射實驗室的60寸回旋加速器（256Md是以單個原子逐一合成出的第一個同位素）。元素101是第九個被合成的超鈾元素。鍆的首17個原子是用離子交換吸附洗脫法分離並分析的。過程當中，鍆的化學表現與鑭系元素銩相似，自然存在的銩是鍆的同類物。
由於國際上对104至107號元素名均存在較大分歧，全國科學技術名詞化學名詞審定委員會根據1997年8月27日IUPAC正式對101至109號元素的重新英文定名，於1998年7月8日公佈的101至109號元素重新审定的中文命名中，101號至103號元素仍使用原有的中文定名「鍆」（音同「門」）、「鍩」（音同「諾」）、「鐒」（音同「勞」）。

## 具體的發現
整個鍆的發現依據只建立在17顆原子上。合成反應中的撞擊目標鑀-253可以在愛達荷州阿科反應站的材料測試反應器中由較輕同位素的放射產生。該目標僅僅有109個放射性高的鑀-253原子（半衰期為20.5天）。在通過陽離子樹脂交換柱後，洗脫出的鍆得到分離及化學辨認。

### 決定可行性
在估計該合成方法是否可行時，實驗團隊作出了粗略地計算。將會產生的原子數量，約為撞擊目標的原子數量，乘以截面，乘以離子束強度，乘以撞擊時長。結果為每次試驗會產生1顆原子。因此在最佳情況下，預測每一次試驗會製造出1顆元素101的原子。這樣的計算證明實驗是可行的。

### 反衝技術
鍆的合成使用了由阿伯特·吉奧索引入的反衝技術。目標元素置於與粒子束相反的位置，反衝的原子落在捕集箔上。所用的反衝目標用了由Alfred Chetham-Strode研發的電鍍技術生產。這種方法的產量很高，而這在產物是極為罕有的鑀目標材料的情況下是必須的。
反衝目標由109個鑀-253原子組成，通過電鍍鋪在一張薄金箔上（也能使用鈹、鋁或鉑）。在位於柏克萊的回旋加速器中，能量為41 eV的α粒子撞擊該目標，粒子束強度極高，在0.05 cm2的面積內每秒有6∙1013顆粒子。目標用水或液態氫冷卻。在氣態大氣層中使用氦會減慢反衝原子的速度。該氣體可以通過小孔排出反應間，並形成氣體射流。一部分非揮發產物原子經由射流，積累在箔的表面。該箔片可以定期更換。發現鍆的實驗所用的反應為：
253Es + 4He → 256Md + 1n。

### 純化及離析
從採集箔片上取下鍆原子時可使用酸浸蝕法或完全溶解薄金箔。鍆的純化和離析能夠通過幾種方式進行。從鑭系裂變產物中分離出化合價為3的錒系元素時，能夠使用陽離子樹脂交換柱，其中用鹽酸飽和的90%水10%乙醇溶液作為洗脫液。要從採集箔片上快速採下鍆，可以使用陰離子交換色譜法，其中用6M鹽酸作為洗脫液。金則會在鍆與其他錒系元素通過時留在柱子上。最後還需要從其他化合價為3的錒系元素中分離出Md3+。分離元素99（鑀）、100（鐨）和101（鍆）時，使用經過銨鹽處理的陽離子樹脂交換柱（陶瓦士50交換柱）。鍆在鐨之前一點洗脫出來，以此作出了鍆的化學識別。在一系列重復的試驗中，實驗團隊使用的洗脫液為α-羥基異丁酸（α-HIB）。若使用「氣體射流」的方法，則首兩步可以省略。用這一方法，可以在目標的幾十米以外在一秒以內採集並轉移個別產物原子。要有效地長距離轉移原子，需要在氣體射流中有較大的粒子（如氯化鉀噴霧）。在製造和分離鑀之後的元素時常使用這一方法。
另一個分離+3價錒系元素的方法是溶劑萃取色譜法，用二(2-乙基已基)膦酸為固定有機相，而HNO3為流動水溶相。錒系元素的洗脫順序與使用陽離子樹脂交換柱時相反。用這一方法的優點是，分離出來的鍆不含有機錯化劑，用樹脂交換柱分離的則有。缺點是，鍆要在鐨之後，到整個順序的後期才會洗脫。

### 發現時刻
鍆並沒有被直接探測到，而是經過觀察其自發裂變產物256Fm探測的。這些事件都發生於1955年2月19日。第四次錄得的事件正式證實了第101號元素鍆的化學特徵。進一步的分析及實驗顯示，該同位素的質量數為256，並通過電子捕獲進行衰變，半衰期1.5小時。

## 特性
研究人員發現，鍆的氧化態除了有一般錒系元素常見的+3態以外，還有中等穩定的+2態。鍆在水溶液中主要形成+3態（所用方法為色譜法）。鍆有時甚至會表現出+1態。科學家們一般使用較易製得的256Md（半衰期87分鐘）來研究鍆在水溶液中的化學特性。鍆沒有任何除研究外的已知應用，而至今也只合成出了微量的鍆元素。除了256Md外的其他鍆同位素也已被合成出來，它們都具有放射性，質量數從248到258不等，半衰期從幾秒鐘到數天不等。其中258Md最為穩定，半衰期約為51天。

### 金屬態
Johansson和Rosengren於1975年預測鍆金屬的化合價會主要為2，相似於鑭系元素銪（Eu）和鐿（Yb），而非3。在微量鍆元素上用熱色譜法的研究指出，鍆確實形成化合價為2的金屬。在經驗公式的幫助下，其金屬半徑預測為0.194 ± 0.010 nm。估計的昇華熱介乎134-142 kJ/mol之間。

### 溶液
在發現鍆之前，西博格和Katz預測其在水溶液中最穩定狀態的化合價應為3。因此，它的化學特性預計與其他3+價錒系元素及鑭系元素相似。在陽離子樹脂交換柱中，化合價為3的錒系元素中，鍆在鐨前一點洗脫出來，證明了該預測。之後還發現不溶於水的鍆氫氧化物和氟化物，與化合價為3的鑭系元素共同沈澱。該方法証實了鍆的化合價為3，且半徑小於鐨。利用經驗公式所預測的Md3+的離子半徑為0.0192 nm，配位數為6。再利用化合價為3的稀土元素的已知離子半徑，加上配位系數的對數和離子半徑之間的線性關係，預計Md3+的平均離子半徑為0.089 nm；而用實驗模型及玻恩-哈伯循環所計算的水化熱為– (3654 ± 12) kJ/mol。在具還原性的環境下，鍆表現出不尋常的化學特性。與BaSO4的共沈和使用HDEHP的溶劑萃取色譜實驗在不同的還原劑中進行。結果顯示，Md3+在水溶液中能夠容易還原為穩定的Md2+。在水加乙醇的溶劑中，鍆也可以還原為化合價為1的狀態。Md+和化合價為2的離子的共結晶是由於混合晶體的產生。Md+的離子半徑為0.117 nm。從Md3+到Md4+的氧化反應並未成功。

## 同位素
已知的鍆同位素有17種，質量數在244到260之間，全部都具有放射性，其中最穩定的為半衰期為51.5天的258Md、31.8天的260Md及5.52小時的257Md。其餘同位素的半衰期都小於97分鐘，大部分都小於5分鐘。該元素還有5個同核異構體，其中最穩定的為258mMd（半衰期為58分鐘）。鍆同位素的原子量介乎 245.091 u（245Md）到260.104 u（260Md）。

## 合成
最輕的幾個鍆同位素（244Md至247Md）主要是利用氬離子轟擊鉍靶合成的；較輕同位素（248Md至253Md）是利用較輕的碳和氮離子轟擊鈽和鋂靶合成的；較重同位素（254Md至258Md，包括幾個最穩定和實驗上最重要的同位素）是利用α粒子轟擊鑀同位素產生的，如253Es、254Es和255Es都可以使用。259Md只作為259No的衰變產物生成，而最重的260Md可以在254Es和18O間的轉移反應中生成。
實驗中最常用的同位素256Md通常是用α粒子轟擊253Es或254Es產生的，其中254Es是較佳的選擇，因為它具有更長的半衰期，可以更長時間地用作標靶。使用微克量（10-6克）的鑀，可以生產出飛克量（10-15克）的鍆-256。

## 毒性
雖然曾接觸過鍆的人寥寥無幾，但是國際放射防護委員會仍為鍆最穩定的同位素鍆-258提供了每年輻射劑量的建議。鍆-258的進食劑量限度為9×105 Bq（1 Bq相当於每秒一次衰變），吸入劑量限度為6000Bq。

## 延伸阅读
- Silva, Robert J.  (PDF). Morss, Lester R.; Edelstein, Norman M.; Fuger, Jean  (编).  3 3rd. Dordrecht: Springer. 2006: 1621–1651. ISBN 978-1-4020-3555-5. doi:10.1007/1-4020-3598-5_13. （原始内容 (PDF)存档于2010-07-17）.

## 外部連結
- 元素钔在洛斯阿拉莫斯国家实验室的介紹（英文）
- —— 钔（英文）
- 元素钔在The Periodic Table of Videos（諾丁漢大學）的介紹（英文）
- 元素钔在Peter van der Krogt elements site的介紹（英文）
- WebElements.com – 钔（英文）
- Los Alamos National Laboratory - Mendelevium （页面存档备份，存于）
- It's Elemental - Mendelevium （页面存档备份，存于）